# USS Jeffers (DD-621)
Pour les articles homonymes, voir Jeffers.
L'USS Jeffers (DD-621/DMS-27) est un destroyer de classe Gleaves en service dans la Marine des États-Unis pendant la Seconde Guerre mondiale. Il fut le seul navire nommé en l'honneur du commodore William Nicholson Jeffers (en), un officier de l'US Navy.
Sa quille est posée le 25 mars 1942 au chantier naval Federal Shipbuilding and Drydock Company de Kearny, dans le New Jersey. Il est lancé le 26 août 1942, parrainé par Mme Lucie Jeffers Lyon (arrière-petite-fille du commodore Jeffers), et mis en service le 5 novembre 1942 sous le commandement du lieutenant commander W. G. McGarry.

## Historique
Après une série d’entraînements au large du Maine, il escorte des convois vers Casablanca puis participe à l’opération Husky au large de la Sicile en juillet 1943, au sein de la Task Force 65. Le 6 juillet, il abat un bombardier allemand lors d'un raid de la Luftwaffe sur Bizerte. Il participe ensuite à la bataille amphibie de Gela où il soutient l'appui-feu des Marines.
Après quelques réparations effectuées à Norfolk, aux États-Unis, il escorte de nouveaux convois à travers l’Atlantique puis il rejoint la Grande-Bretagne en vue de participer à l’opération Neptune au large de la Normandie. Intégré à la force navale "U" dédiée à Utah Beach, il participe au bombardement des positions allemandes sur la côte, escorte les bâtiments de guerre de plus fort tonnage et vient en aide aux navires en difficultés jusqu'au 29 juin, avant d’effectuer de nombreuses traversées à travers la Manche pour escorter des convois de ravitaillement à destination de la Normandie. Il quitte le secteur le 16 juillet et rejoint par la suite la Méditerranée.
Après sa participation au débarquement de Provence en août, il est transformé aux États-Unis en dragueur de mines. L'immatriculation DMS-27 lui est affecté le 15 novembre 1944. Appareillant de San Diego au début de l’année 1945, le destroyer est engagé dans le Pacifique où il navigue vers Pearl Harbor en février. Il participe à la bataille d’Okinawa en mars où il est attaqué par des avions kamikaze japonais Ohka pendant le raid du 6 avril : rescapé de l’attaque aérienne, il porte secours à l’équipage de l’USS Mannert L. Abele, coulé par les Japonais. Présent dans la baie de Tokyo le 2 septembre lors des cérémonies de l’armistice, il rentre aux États-Unis au mois de décembre.
Après la guerre, il réalise une série d’exercices le long de la côte est des États-Unis ainsi qu’en Méditerranée, notamment au sein de la 6e Flotte. En septembre 1953, il opère avec le porte-avions Bennington et des unités de la Marine royale canadienne en Méditerranée. L'année suivante, le Jeffers retourne à Charleston ; il effectue des missions en tant que destroyer-dragueur de mines à Key West et à La Havane jusqu'à son retrait du service à Charleston le 23 mai 1955. Après avoir rejoint l'US Navy reserve fleets, il est rayé des registres le 1er juillet 1971 puis vendu le 25 mai 1973 pour la ferraille.

## Décorations
Le Jeffers a reçu sept Battles star pour son service dans la Seconde Guerre mondiale.

## Commandement
- Commander William Thomas McGarry du 5 novembre 1942 au 26 août 1943.
- Lieutenant commander Leo William Nilon du 26 août 1943 au 2 mai 1944.
- Commander Hugh Quinn Murray du 2 mai 1944 au 31 mai 1945.
- Lieutenant commander Robert D Elder, Jr. du 31 mai 1945 au 19 octobre 1945.